# Imqaret

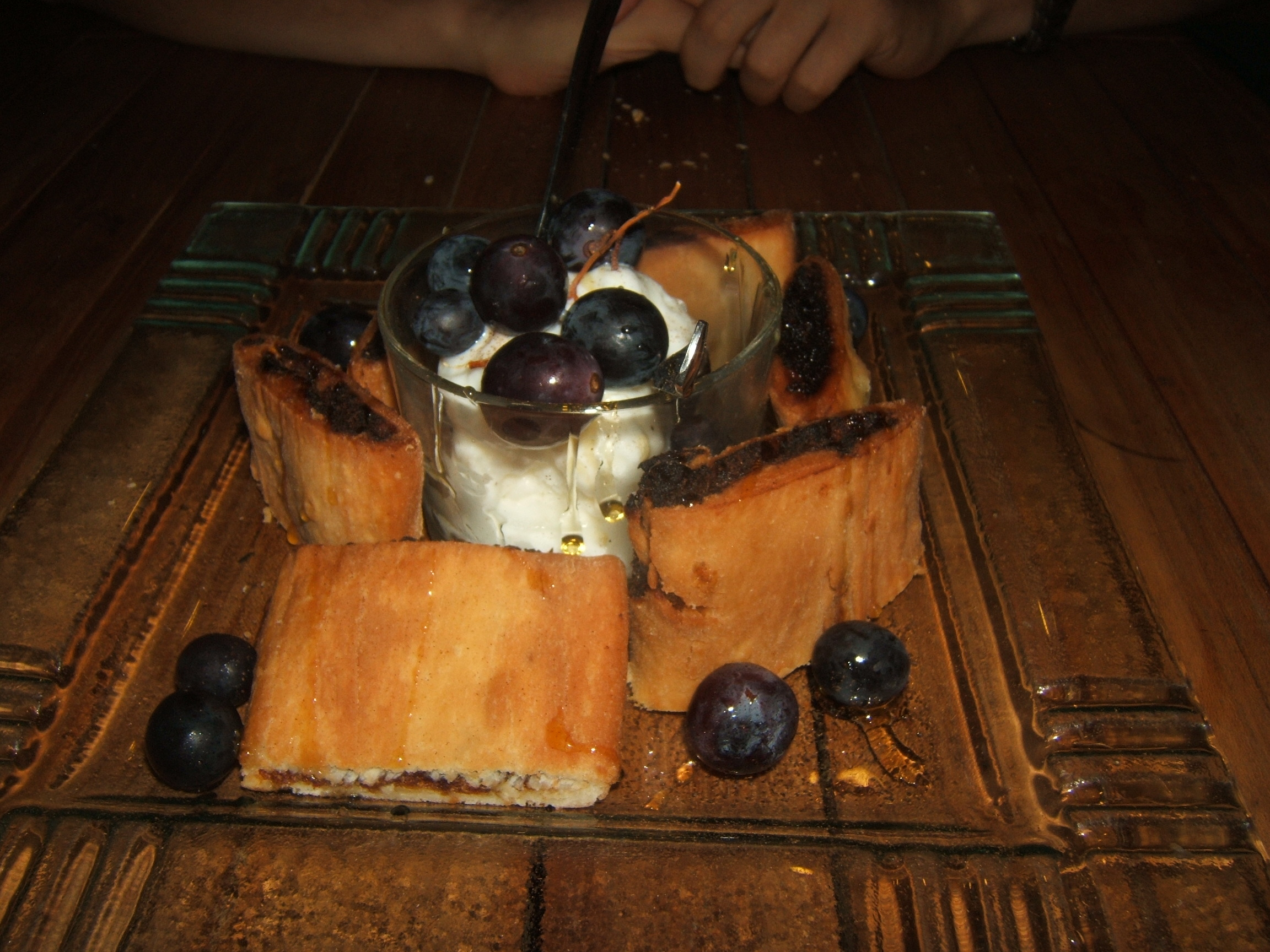
Imqaret servido con helado en Malta.

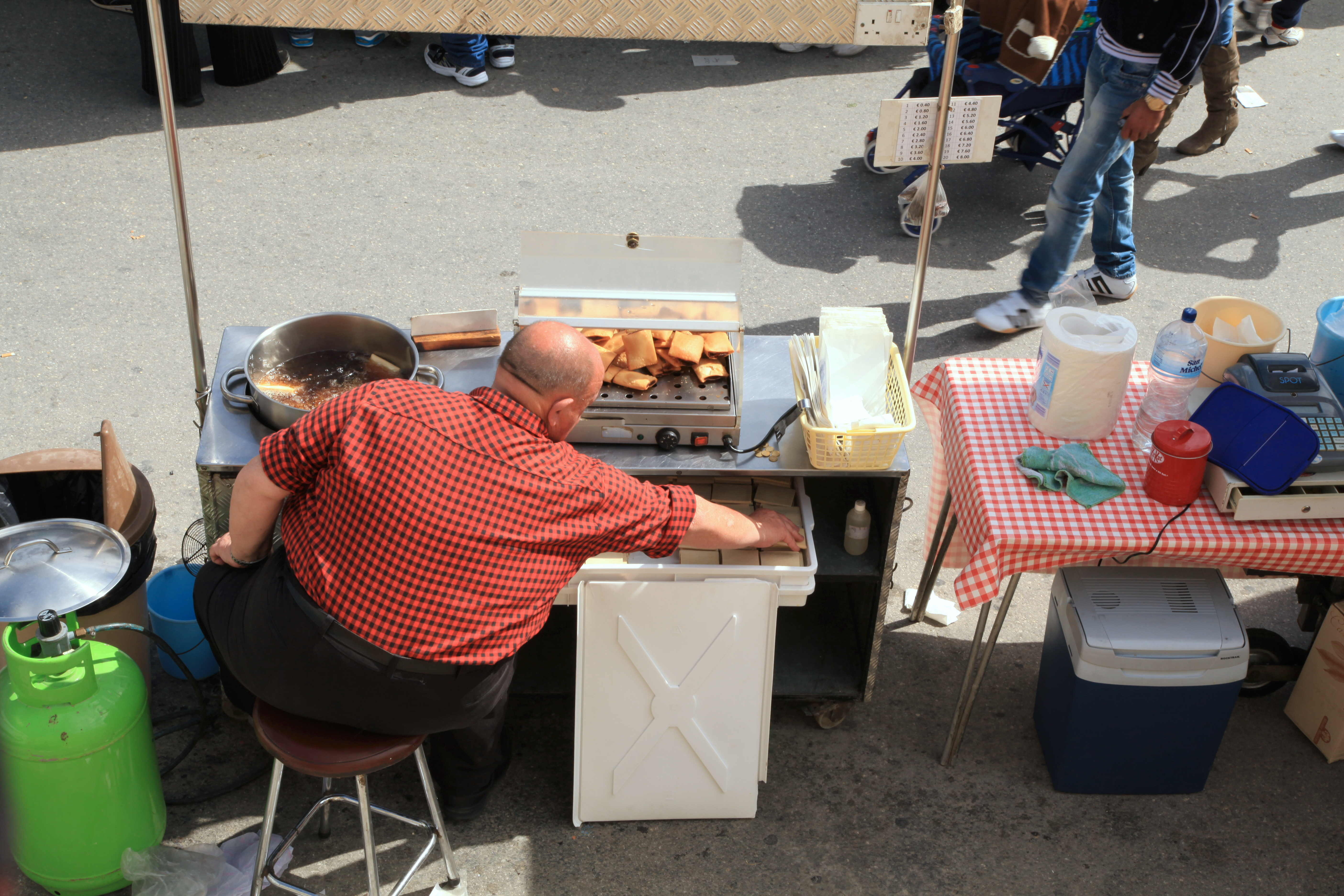
Vendedor callejero de imqaret, en Marsaxlokk.

El maqrut (plural: imqaret, /ɪm'ʔarɛt/) es un postre de la repostería tradicional maltesa relleno de dátiles. En maltés, la palabra imqaret, es el plural de maqrut («forma de diamante») y hace referencia a la forma de este dulce, a pesar de que en muchos casos se elaboran con forma rectangular. Son muy populares en Malta y se suelen vender en los mercados y puestos callejeros, así como las fiestas del pueblo, en algunos casos, servido con helado.
Durante la preparación, el maqrut se fríe y generalmente se infusiona con aromas de anís y laurel. Los imqaret se preparan individualmente doblando la masa, en cuyo centro se coloca una cantidad de relleno. Como la masa es larga, se cortan varias piezas de imqaret de cada masa siguiendo el proceso de fritura profunda.
El maqrut es de origen árabe, introducido durante el período árabe de la isla entre 870 d. C. y el siglo XI. De hecho, existe un dulce similar llamado  مقروض, makroudh (también maqrud o makroud) en el cercano Túnez, que también es popular en Argelia y Marruecos con los nombres makrout, maqrout o mqaret.